# Swedish Touring Car Championship

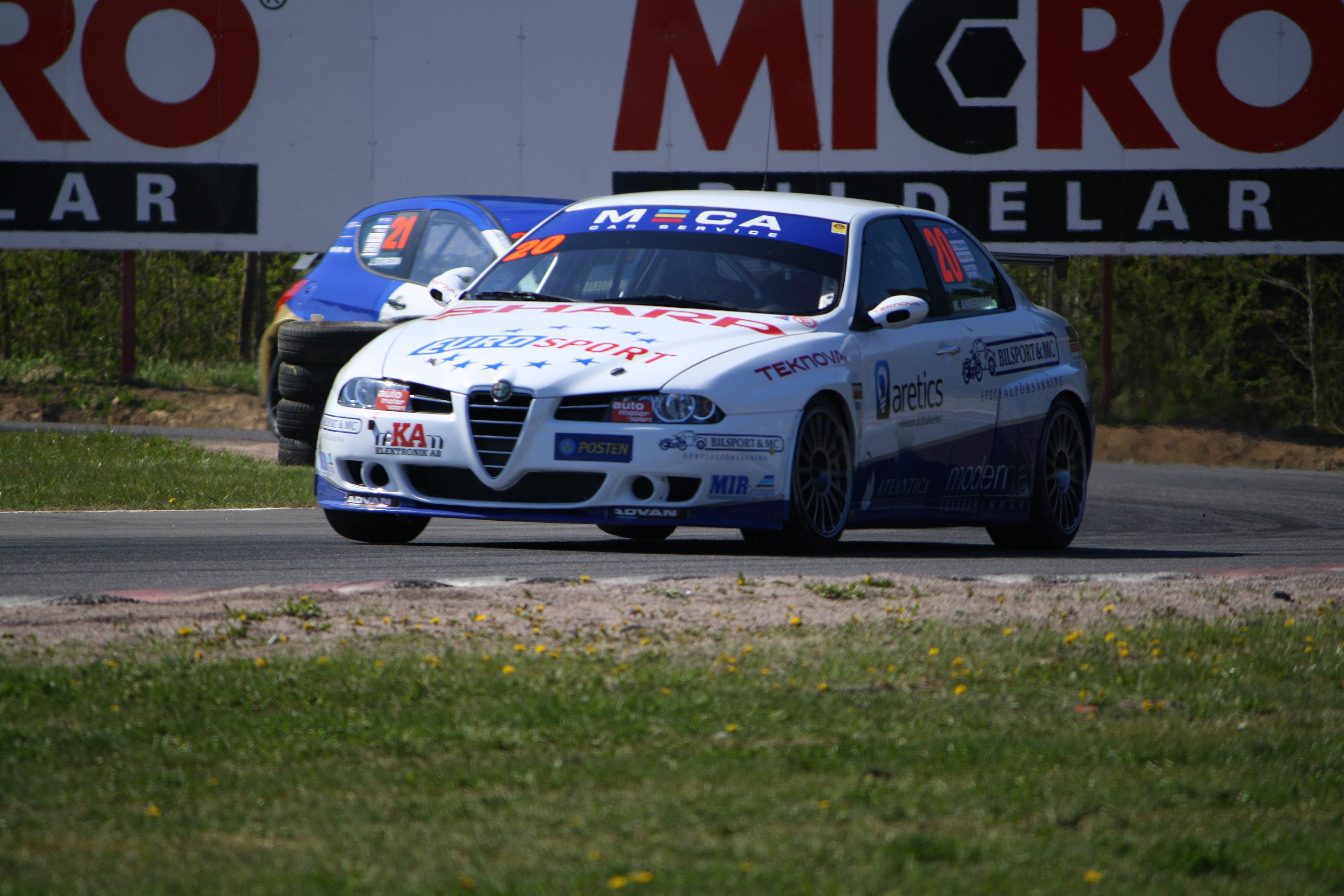
Mattias Andersson på Mantorp Park 2009.

Swedish Touring Car Championship (STCC) var ett svenskt standardvagnsmästerskap som kördes mellan 1996 och 2010. Säsongen 2011 expanderade mästerskapet då den sammanfogades med Danish Touringcar Championship och namngavs Scandinavian Touring Car Championship. Akrynomen/varumärket STCC behölls, men ändrade därmed innebörd. Under 2010 kördes en testvariant av det nya mästerskapet, då fyra deltävlingar i de två mästerskapet kördes samtidigt på samma bana. Det kallades då för Scandinavian Touring Car Cup och vanns av svensken Robert Dahlgren.

## Historia
Svenska standardvagnsmästerskap hade funnits lång tid innan det som senare blev Swedish Touring Car Championship tog form i mitten av 1990-talet. Mellan 1991 och 1994 fanns även ett nordiskt mästerskap, kallat Nordic Touring Car Championship, vilket försvann när STCC kom. STCC:s tillkomst inspirerades av det brittiska British Touring Car Championship, som i slutet av 1990-talet fick uppmärksamhet utanför landets gränser. Intresset för att skapa en svensk motsvarighet ökade i takt med svensken Rickard Rydells framgångar i BTCC. I Sverige var det främst "Peggen" Andersson som arbetade med att övertyga förbund, arrangörer, media och andra inblandade om klassens förträfflighet. 1995 hade arbetet resulterat i att klassen fått ett ordentligt fotfäste. TV-kommentatorn Johan Thoréns intresse för British Touring Car Championship, och starten av TV-sändningarna därifrån, var till god hjälp. Volvo hade också bestämt sig för att satsa på serien med Janne "Flash" Nilsson som förare. Alla lopp TV-sändes och varje deltävling lockade i genomsnitt över 15 000 åskådare. I början var det ett fåtal "riktiga" Super Touring-bilar med, resten av deltagarna körde bilar från SSK-serien. Serien har fått fram en del framgångsrika förare som gått vidare inom internationell racing. Mest känd är Mattias Ekström, som nu är aktiv i Deutsche Tourenwagen Masters (DTM).
Serien fick namnet Touring Car Cup vilket ändrades tillSwedish Touring Car Championship 1996. Fram till 2006 körde man två deltävlingar under en tävlingshelg, som i World Touring Car Championship. Därefter började man köra som i DTM, med fler varv och ett depåstopp. Det upplägget användes fram till och med 2009 och efter det återgick man till två deltävlingar under varje tävlingshelg.
Många andra mindre serier håller sina tävlingar i samband med STCC:s tävlingshelger. Formula Renault 2.0 Sweden, Radical Elite Championship, Camaro Cup, Pro Superbike, Junior Touring Car Championship och Porsche Carrera Cup Scandinavia tillhör dessa. Tidigare kördes elva tävlingshelger per säsong, men från och med 2008 kördes endast nio lopp. Något man fortsatte med även i det nya mästerskapet, Scandinavian Touring Car Championship, som ersatte Swedish Touring Car Championship och Danish Touringcar Championship efter 2010 års säsong.
STCC Swedish Touring Car Championship promotor/arrangör var mellan 1996 och 2010 Scandinavian touring car corporation AB, under överinseende från Svenska Bilsportförbundet.  
Organisationen har sedan 2011 utökat sina ambitioner och ändrat namn till Scandinavian Touring Car Championship.
Inför säsongen 2012 lämnade några av de största stallen STCC-serien och startade en egen tävlingsklass inom TTA. Till skillnad från STCC-bilarna, som byggde på standardkarosser från biltillverkarna och därför gav olika förutsättningar för stallen, skulle TTA-serien köras med enhetliga bilar. Dessa tillverkades på en rörram och hade identiska mekaniska komponenter. Varje stall försåg sina bilar med kolfiberkarosser som liknade existerande bilmodeller, men hade alltså samma chassi och drivlina. Tävlingssäsongen 2012 konkurrerade STCC och TTA om publiken vid olika evenemang, men inför 2013 slogs de konkurrerande klasserna ihop genom att TTA-bilarna togs in under STCC och blev huvudklass där. De gamla STCC-bilarna har därmed försvunnit från tävlingsbanorna.

## Säsonger

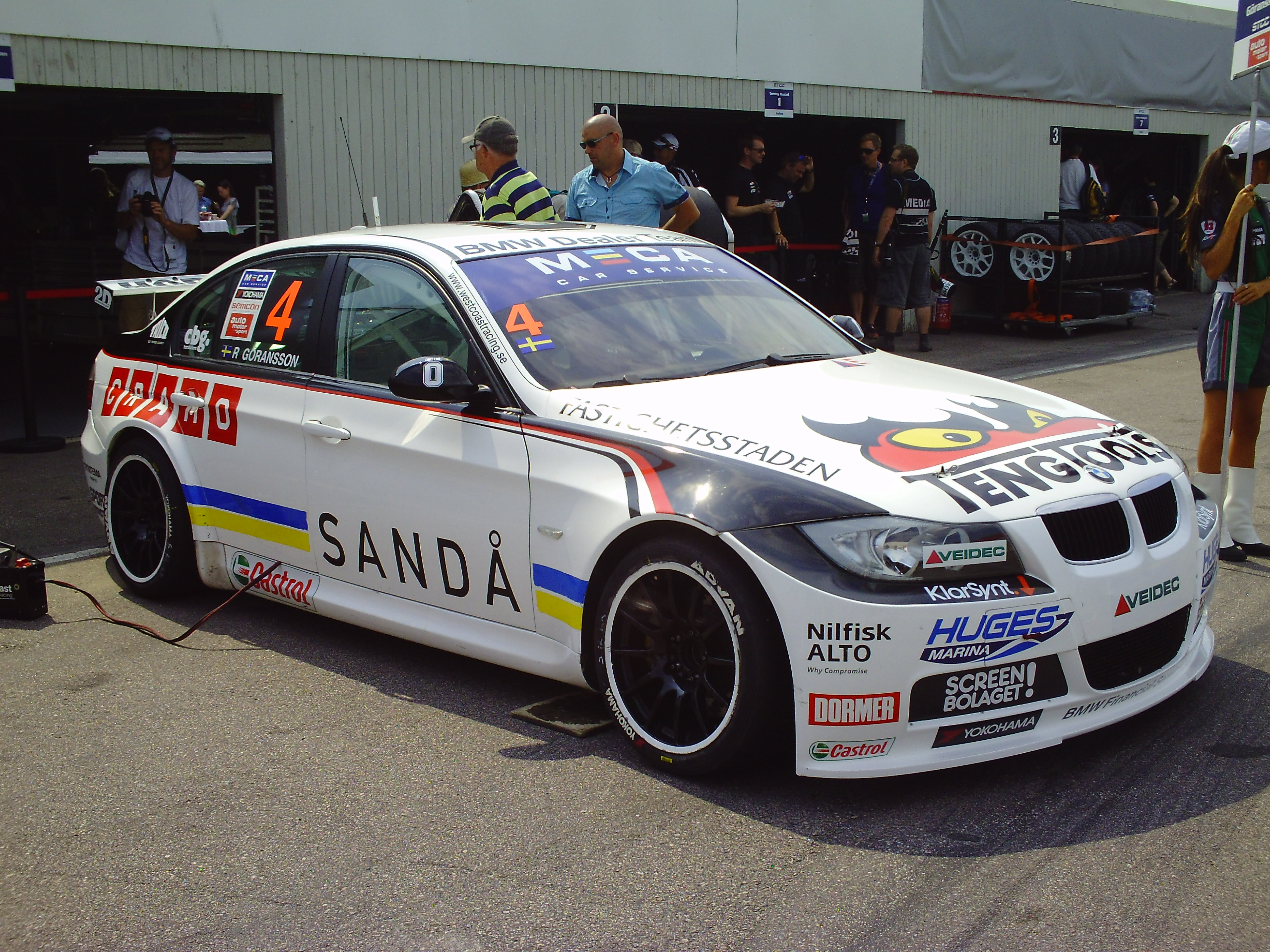
Richard Göransson är den enda föraren med fyra titlar. Här är hans vinnarbil från 2010.

| Säsong | Mästerskap        | Mästerskap  | Mästerskap                | Privatförarcupen | Privatförarcupen |
| Säsong | Förare            | Tillverkare | Team                      | Förare           | Tillverkare      |
| ------ | ----------------- | ----------- | ------------------------- | ---------------- | ---------------- |
| 1996   | Jan Nilsson       | Volvo       | Flash Engineering         | ingen            | ingen            |
| 1997   | Jan Nilsson       | Volvo       | Flash Engineering         | ingen            | ingen            |
| 1998   | Fredrik Ekblom    | BMW         | WestCoast Racing          | Pontus Mörth     | Opel             |
| 1999   | Mattias Ekström   | Audi        | Kristoffersson Motorsport | Kim Esbjug       | BMW              |
| 2000   | Tommy Rustad      | Nissan      | Crawford Nissan Racing    | Magnus Krokström | Audi             |
| 2001   | Roberto Colciago  | Audi        | Kristoffersson Motorsport | Tobias Johansson | Audi             |
| 2002   | Roberto Colciago  | Audi        | Kristoffersson Motorsport | Tobias Johansson | Audi             |
| 2003   | Fredrik Ekblom    | Audi        | Kristoffersson Motorsport | ingen            | ingen            |
| 2004   | Richard Göransson | BMW         | WestCoast Racing          | Johan Nilsson    | Volvo            |
| 2005   | Richard Göransson | BMW         | WestCoast Racing          | Johan Nilsson    | BMW              |
| 2006   | Thed Björk        | Audi        | Kristoffersson Motorsport | Joakim Frid      | BMW              |
| 2007   | Fredrik Ekblom    | BMW         | WestCoast Racing          | Joakim Frid      | Opel             |
| 2008   | Richard Göransson | BMW         | Flash Engineering         | Tobias Johansson | Mercedes-Benz    |
| 2009   | Tommy Rustad      | Volvo       | Polestar Racing           | Viktor Hallrup   | BMW              |
| 2010   | Richard Göransson | BMW         | WestCoast Racing          | Andreas Ebbesson | BMW              |